# Рудник Юбілєйний (Башкортостан)
Рудник Юбілєйний (Башкортостан) – гірничодобувне підприємство у Башкортостані.
Запаси відкритого ще в 1966 році Юбілєйного родовища оцінили у 98,6 (за іншими даними – навіть понад 110) млн тон руди, яка в середньому містить 1,49% міді та 2,55% цинку. Враховуючи, що рудні тіла залягають на великих глибинах – до 1265 метрів – родовище тривалий час не вводилось в розробку. Нарешті, в 1996-му почали будівництво кар’єру, яке кілька раз призупинялось, так що першу руду отримали звідси в 2002 році. Роботи відкритим способом зупинили в 2019-му, при цьому кар’єр досягнув глибини у 330 метрів і з нього було вилучено 11,7 млн тон руди при річні продуктивності до 1,5 млн тон.
В 2011-му почали будівництво підземного рудника, який має три шахтні стовбури – «Скіпо-Клітьовий», «Південний вентиляційний» та «Північний вентиляційний» та транспортний уклін, портал якого знаходиться в борті кар’єра на глибині 270 метрів. Відомо, що глибина «Скіпо-Клітьового» стовбуру становить 1100 метрів, а стовбур «Південний Вентиляційний» був пройдений до проектної глибини у 592 метра. 
В 2014-му при будівництві шахти отримали першу попутну руду, а в 2019-му обсяг видобутку становив 0,7 млн тон. Підземний рудник має проектну потужність у 3,6 млн тон.
Первісно видобуту руду відправляли на Сібайську збагачувальну фабрику Башкирського мідно-сірчаного комбінату, а в 2011-му поряд почав роботу власний збагачувальний майданчик, відомий як Хайбуллінська збагачувальна фабрика.
Проект реалізує компанія «Башкирская медь», що належить до групи Уральської гірничо-металургійної компанії.